# Монети Понтійського царства

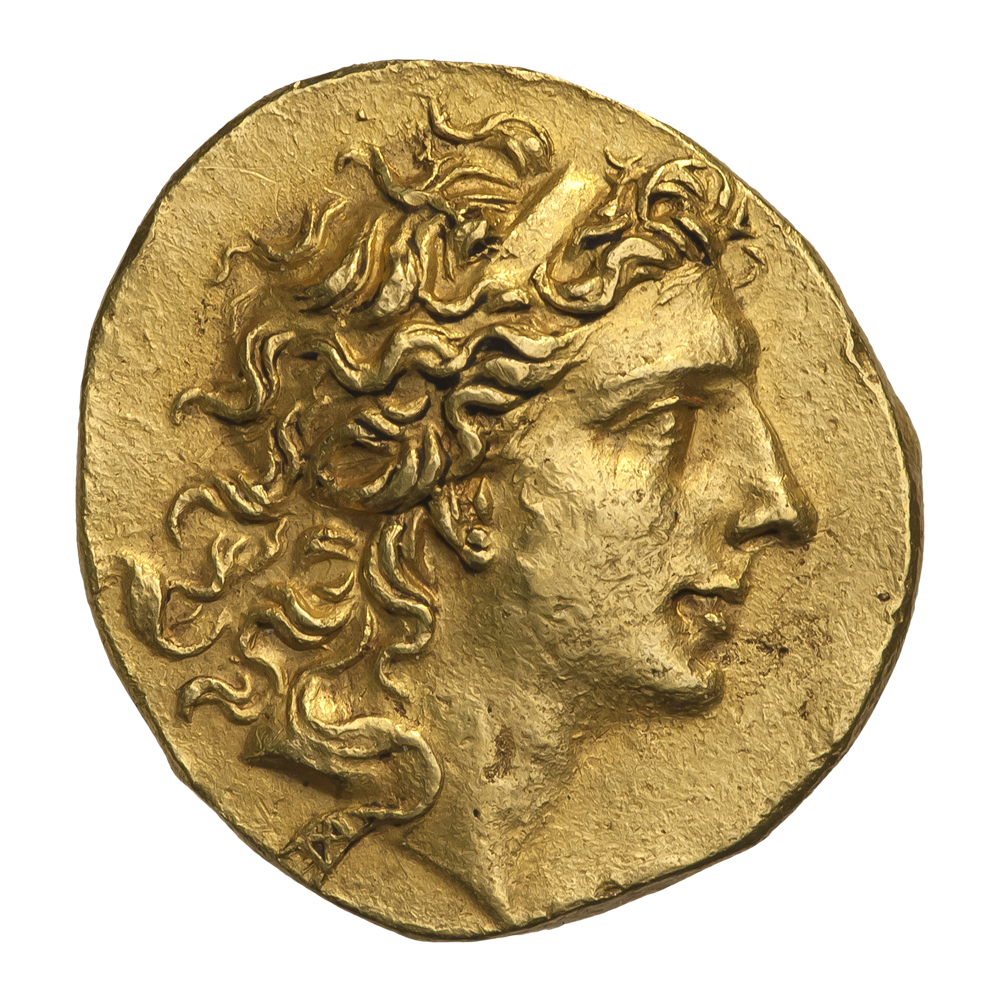
Понтійське царство. Пергам. Мітрідат VI Євпатор (120–63 рр. до н. е.). Статер. Аверс. ≈ 87–88 рр. до н. е.

Історія карбування монет Понтійського царства, ймовірно, почалася за часів правління царя Мітрідата II, що правив ≈ 250 до н. е. — ≈ 210 до н. е. Для ранніх понтійських монет зразком послужили монети із зображенням Олександра Великого. Монети пізнього карбування відомі реалістичними портретами понтійських царів, які підкреслювали свої іранські корені. Понтійський монетний портрет розвивався ізольовано від ширшої еліністичної традиції. Однак під час правління Мітрідата V і його сина Мітрідата VI понтійське карбування дещо відхилилася від східних впливів.
Понтійські монетні двори експериментували з новими матеріалами для карбування монет. За Мітрідата VI використовувалися чиста мідь і латунь. Латунні монети Мітрідата VI найдавніші відомі монети з цього сплаву. Понтійське карбування отримало широке поширення в регіоні східного Середземномор'я.

## Розвиток Понтійського карбування

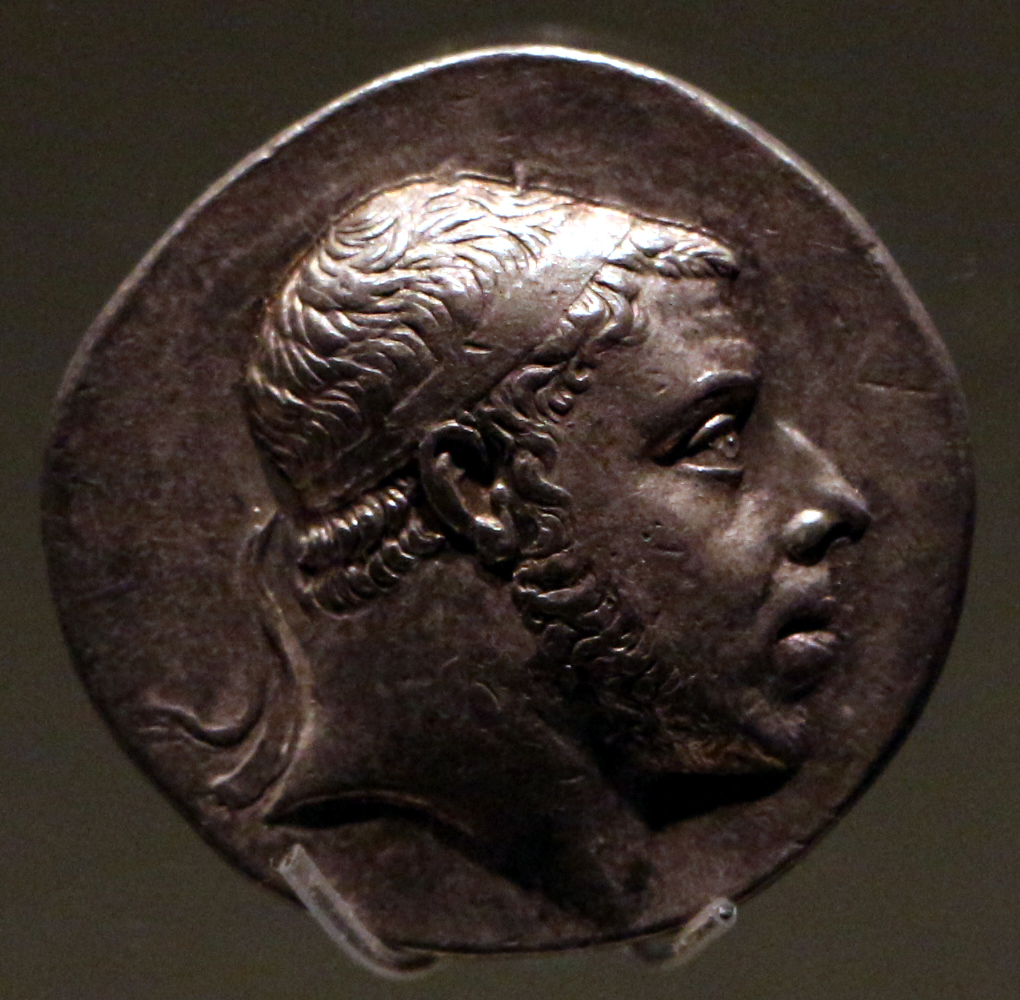
Монета Фарнака I (правив ≈ 190–159 рр. до н. е.)

На землях майбутнього Понтійського царства розташовувалися самостійні, переважно прибережні міста, засновані греками. Міста, де були монетні двори, майже виключно були грецькими колоніями.
Ймовірно, перша монета була викарбувана під час правління Мітрідата II, вона була скопійована з монети із зображенням Олександра Великого. До кінця правління Мітрідата III (≈ 220 до н. е. — ≈ 190 до н. е.) В обігу перебувала значна кількість срібної монети. Це був перший понтійський цар, чий портрет з'явився на монеті.
Монети, випущені до правління Мітрідата VI, дійшли до нашого часу в незначній кількості. Ця обставина ускладнює вивчення понтійського карбування. Разом з тим досить легко вирішується проблема датування монет. Так, монети, викарбувані Митридатом VI (120–63 роки до н. е.), здебільшого мають вказівку не тільки на рік, а й на місяць випуску.
Царські монети відрізнялися від монет міського карбування матеріалом — для них використовувалися золото і срібло, тоді як міські були мідними. Малася також відмінність у образотворчих мотивах: на перших вибивався портрет царя і його ім'я, монета ж міста на реверсі мала його назву. За Фарнака I міста втратили свою автономію і право карбувати монету. Мітрідат VI відновив привілей міст мати свою власну монету, однак, як це видно зі стандартизації місцевого карбування, воно відбувалося під контролем царських чиновників.
Характерна особливість понтійських монет — реалістичні портретні зображення високої якості. Подібним реалізмом відрізняється тільки греко-бактрійське карбування. Різьбярами штемпелів для понтійських монет були грецькі майстри. Керівна династія царства всіляко підкреслювала своє іранське походження, і портрети правителів передають їх східні риси. Так, на одній стороні монети Мітрідата III представлений Зевс, що тримає орла, а на іншій — не ідеалізоване зображення літнього царя з бородою і коротко підстриженим волоссям.
Понтійський портрет розвивався в стороні від типового елліністичного мистецтва. Мітрідат V став першим правителем Понтійського царства, який отримав відносно ідеалізоване зображення, можливо, це було продиктовано бажанням царя підкреслити своє грецьке походження. Тенденція, яка проявилася в портретних зображеннях понтійських правителів, була продовжена його сином Мітрідатом VI.
Виявлення в Середземномор'ї понтійських монет, що відносяться до пізньоеліністичного періоду, вказує на торговельні зв'язки царства з землями, прилеглими до моря. Монети понтійського карбування знаходяться в скарбах з іншими грецькими монетами. Такі скарби були знайдені на Близькому Сході і в південно-східній Анатолії. Цілком ймовірно, що понтійські гроші мали широке поширення в східному середземноморському регіоні.
З останнього десятиліття II століття до н. е. понтійські царі затвердили свою владу в Боспорському царстві. У районі міст північного Причорномор'я були виявлені численні скарби й окремі знахідки монет, в основному мідні, міського карбування, що належать до періоду правління Мітрідата VI. На думку А. Зографа, безпрецедентна кількість однотипних (для кожного номіналу — свій тип) міських монет, випущених в правління цього царя, може пояснюватися тільки активною підготовкою до війни з Римом.

## Монети в період правління Мітрідата VI

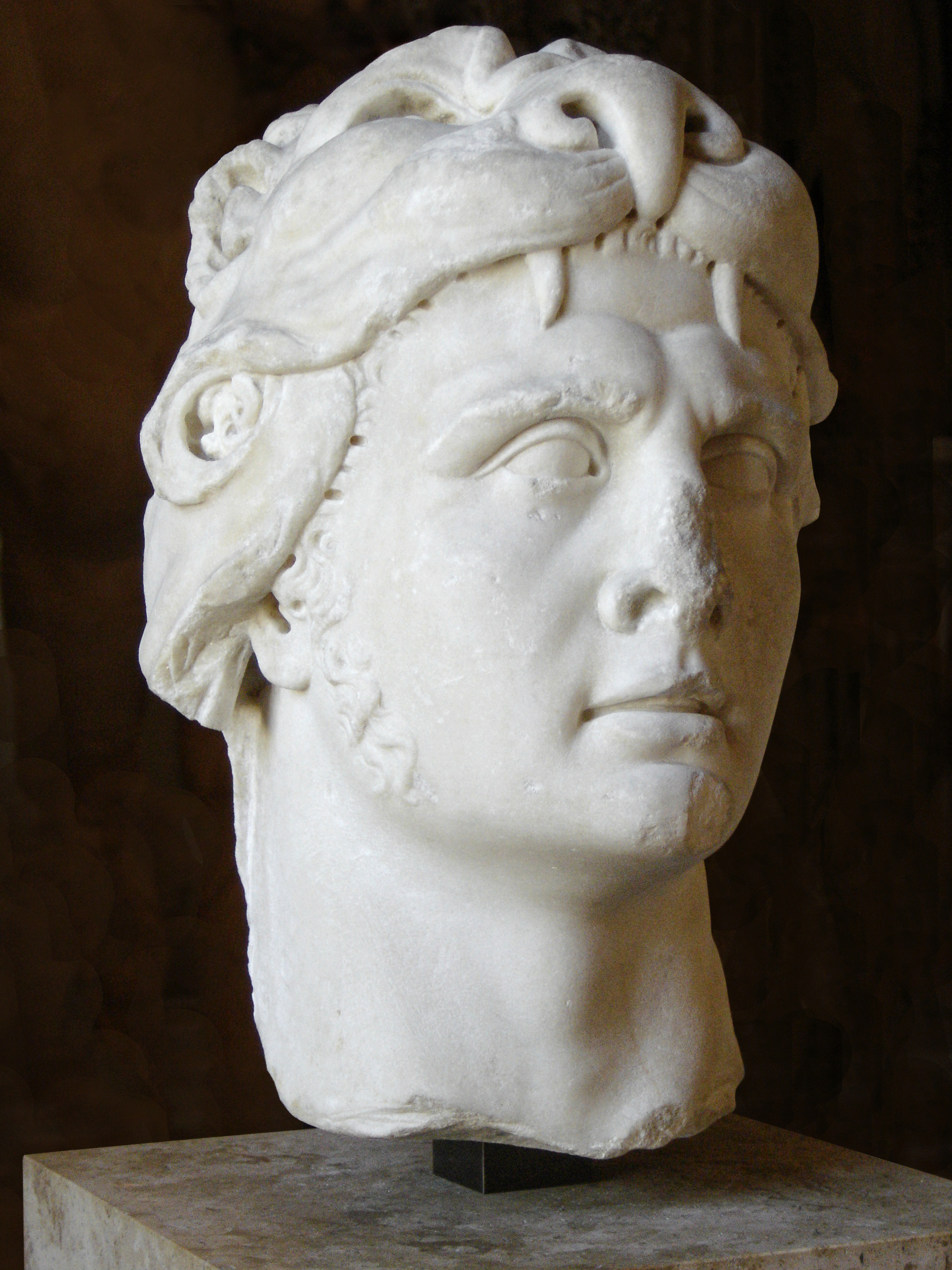
Мітрідат VI в образі Геракла. Мармур, Рим (I ст.)

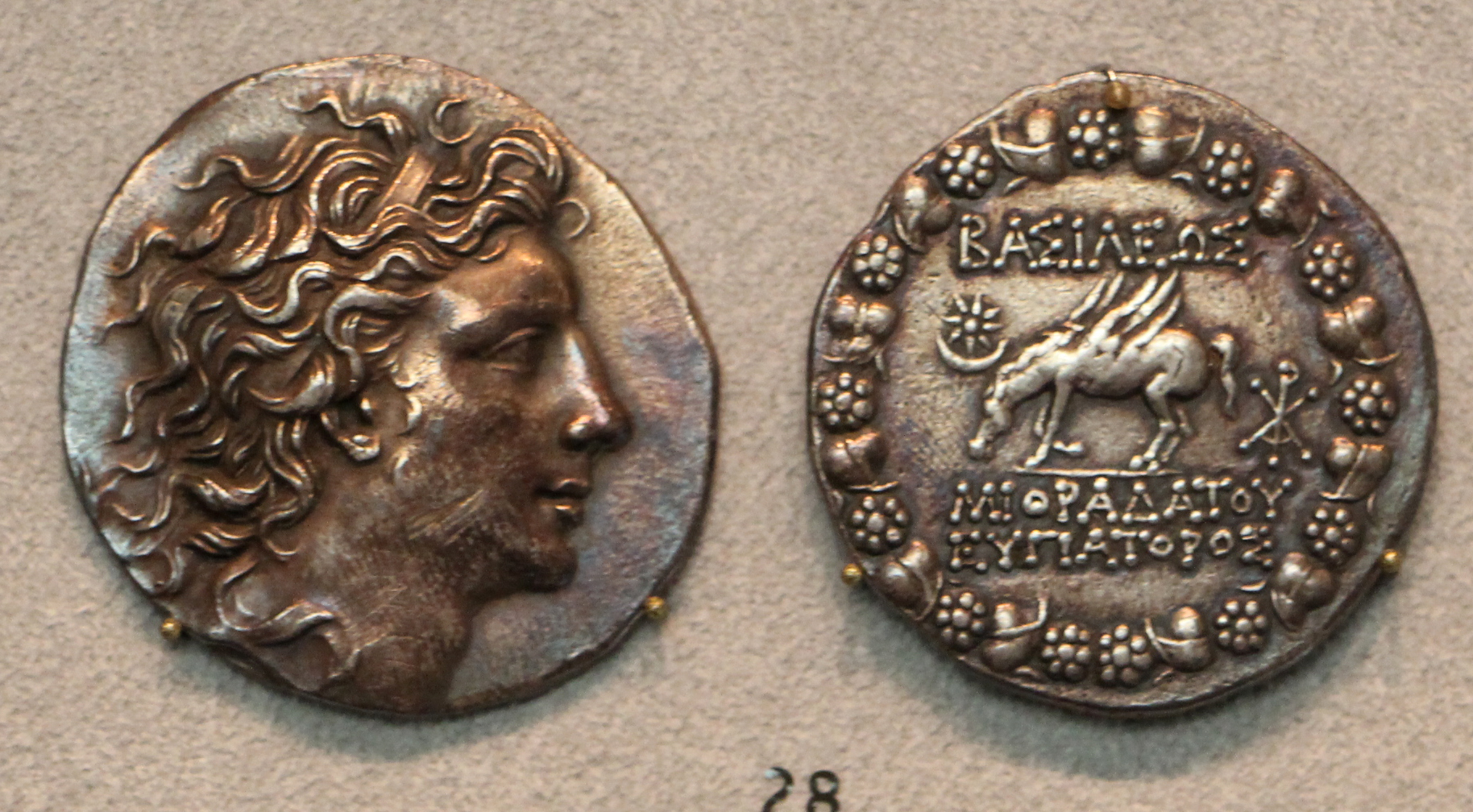
Тетрадрахма Мітрідата VI

Деякими дослідниками було висловлено припущення, що політика Мітрідата VI сприяла розвитку до того ізольованих міст Центрального Причорномор'я. Мітрідат дав право найзначнішим містам карбувати свою монету.
Зображення на монетах Мітрідата VI нагадують портрети Олександра Великого. У монетній гліптиці понтійський цар представлений молодою людиною з хвилястими, як у Олександра, волоссям, зачесаним назад, бакенбардами, великим носом і вузьким лобом. Монети Мітрідата належать до пізнього періоду, коли в портретах правителів проявилася загальноелліністична тенденція до ідеалізації.
Найбільш поширеними мотивами для монет різних номіналів були тварини (Пегас або олень) із зіркою і півмісяцем, а також листя плюща і винограду. Було висловлено припущення, що після включення в Понтійське царство західних земель, зображення Пегаса на монетах змінилося оленем. Ця зміна могла мати під собою політичну мотивацію, оскільки міфологічний Пегас пов'язаний з Персією. Мітрідат VI включив до деяких монет сцени з переказами про Персея, щоб підкреслити, що він є спадкоємцем одночасно Греції й Персії.
За правління Мітрідата в малоазійській частині царства зверталися в основному золоті статери і срібні тетрадрахми із зображенням царя, а також дрібна мідна монета міських чеканів з назвою міст в однині й родовому відмінку. На початку його царювання ходили, ймовірно, також мідні монети номіналом з обола і менше, де зображувалася або голова в шкіряному шоломі, або (у менших номіналів) тільки шкіряний шолом. Ці безіменні монети з ініціалами, можливо, випускалися місцевими правителями, підлеглими Мітрідату, або царськими намісниками.
На відміну від Понта на Боспорі в грошовому обігу золоті та срібні монети з портретом царя були нечисленні. Тут і після приєднання до Понтійського царства продовжували використовуватися статери Лісімаха візантійського карбування, випускалися також і нові статери, де зображенням додавалися риси Мітрідата і його спадкоємців. В обігу залишалися срібні пантикапейські драхми, що використовували в період до приєднання. Найранішими монетами, випущеними Пантикапеєм в правління Мітрідата, є оболи, що датуються кінцем II — початком I в. до н. е., з Посейдоном на лицьовій стороні і прорив (ніс корабля, емблема мореплавання і кораблебудування) на обороті, подібні понтійським оболам з головою Зевса й орлом. Більш поширені були середні монети — тетрахалки із зображенням на лицьовій стороні Артеміди й лежачого оленя на звороті, їх карбувала також Фанагорія. Найдрібнішими були монети з головою Афіни і тризубом на звороті.
Випуски монет в першій чверті I ст. до н. е. здійснювали всі три великих міста Боспора: Пантикапей, Фанагорія, Горгіппія. У цю групу входять срібні дідрахми з головою молодого Діоніса і назвою міста в вінку з плюща, драхми з зображеннями Артеміди й оленя, що біжить або пасеться і тріобол з Діонісом і тирсом. З мідної монети найбільшим номіналом був обол з головою Мена на одній стороні й Діонісом з пантерою на інший, за ним слідував тетрахалк із зображенням голови Аполлона і триножника з тирсою, найдрібніші — із зіркою чи крилом на одній стороні і триніжки на звороті. Срібні монети і два великих номінали мідної мали одну і ту ж монограму, яку деякі дослідники (Гіль) вважали монограмою Мітрідата.
Мідна і латунна монета широко використовувалися при фінансуванні військових кампаній Мітрідата проти Риму. Спочатку вважалося, що римляни першими випустили латунні монети. Відомі зразки часів правління Юлія Цезаря й Октавіана Августа (випущені в результаті грошової реформи 23 р. до н.е.). Дослідження, проведені в 1970-х роках, показали, що цей рідко використовуваний в античному світі сплав був застосований на п'ятдесят років раніше для карбування грошей Митридатом VI, і його можна вважати першим правителем, що використовував латунь. Сучасні аналізи показали, що деякі з його монет, що раніше вважалися бронзовими, насправді зроблені з латуні.